# Tupsley
Tupsley – dzielnica miasta Hereford w Anglii, w hrabstwie Herefordshire, w dystrykcie (unitary authority) Herefordshire. Leży 2 km od centrum miasta Hereford i 189 km od Londynu. W 2011 miejscowość liczyła 3214 mieszkańców. W 1951 roku civil parish liczyła 1455 mieszkańców. Tupsley jest wspomniana w Domesday Book (1086) jako Topeslage.